# Delia subvesicata
Delia subvesicata este o specie de muște din genul Delia, familia Anthomyiidae, descrisă de Griffiths în anul 1991.
Este endemică în Montana. Conform Catalogue of Life specia Delia subvesicata nu are subspecii cunoscute.